# 徐嘉炎
徐嘉炎（1631年—1703年），字勝力，號華隱，浙江秀水人。

## 生平
生於崇禎四年（1631年），記憶絕人，讀書過目不忘，文诵三遍，终身不忘。与松江夏存古、嘉善錢不識合稱“三神童”。崇禎十七年甲申（1644）徐肇森帶著兒子嘉炎避亂寧波，聞繼母喪事而歸，日夜泣悲亡國與母喪之痛，不久病亡。其母金淑修是孝廉金九成的孫女，喜歡讀書，工於翰墨，後長齋禮佛，法號寶持。康熙十八年（1679年）召試博學鴻詞科，列一等，授翰林院檢討。朱彝尊與徐嘉炎是同年被舉為博學宏辭，是以頗有交情。兩人同時參與撰寫《明史·恭閔帝本紀》，徐嘉炎認為建文帝未死於大火，而是出國外逃。朱彝尊則認為建文帝已死於大火，誰都不能服誰，最後稱“宫中火起，帝不知所终”。康熙二十八年，發生長生殿案，遷連多人。徐嘉炎贿赂内聚班艺人，没被指认出来，侥幸逃脱。官至內閣學士。兼禮部侍郎。康熙四十二年（1703年）卒，年七十三歲。

## 家族
曾祖父徐必达，明朝兵部尚书，祖父萬曆四十六年舉人徐世淳，父崇禎三年鄉試副榜徐肇森。

## 延伸阅读
[在维基数据编辑]
 《清史稿/卷484》，出自趙爾巽《清史稿》